# Zielony promień (film)
Zielony promień (fr. Le rayon vert) – francuski melodramat z 1986 roku w reżyserii Érica Rohmera, nakręcony na podstawie scenariusza napisanego razem z Marie Rivière, która wystąpiła również w głównej roli. 
Zdjęcia kręcono w Paryżu, Cherbourgu i La Hague (departament Manche), La Plagne (Sabaudia), Biarritz i Saint-Jean-de-Luz (Pireneje Atlantyckie).

## Zarys fabuły
Film śledzi losy Delphine (Rivière), wrażliwej dziewczyny, która po porzuceniu przez swego chłopaka nie znajduje w sobie siły, żeby odnaleźć swoją nową miłość, co doprowadza ją na skraj rozpaczy. Tytuł filmu jest aluzją do powieści Jules’a Verne’a pod tym samym tytułem, o podobnej linii fabularnej.

## Recepcja
Zielony promień odniósł wielki sukces festiwalowy, zdobywając główną nagrodę Złotego Lwa na 43. MFF w Wenecji. Recenzje na ogół były przychylne, przy czym Tina Hassannia z „The Village Voice” przekonywała, że „Zielony promień pokazuje, jak nawet najbardziej bezradna osoba może znów odnaleźć optymizm w prostych, codziennych sprawach”.